# Я вмираю, але не здаюсь! Прощавай, Батьківщино

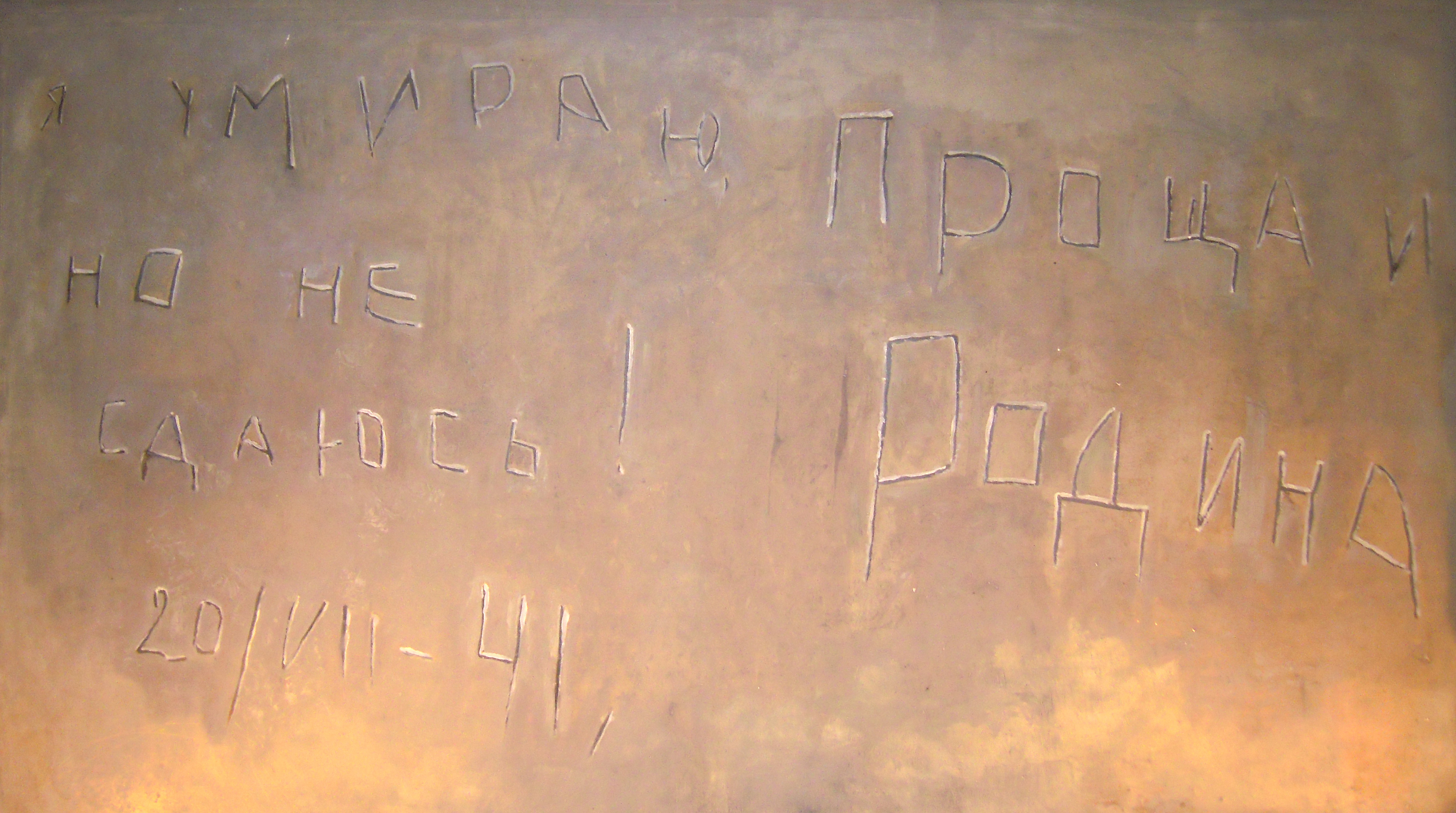
Копія напису в музеї оборони Берестейської фортеці.

«Я вмираю, але не здаюсь! Прощавай, Батьківщино»  (рос. Я умираю, но не сдаюсь! Прощай, Родина) — напис, зроблений у Берестейській фортеці 20 липня 1941 року, у районі Білостоцької брами в західній частині Центрального острову, у ході її оборони під час Німецько-радянської війни.
Напис був виявлений у руїнах казарми 132-го окремого батальйону конвойних військ НКВС СРСР, однієї з чотирьох військових частин і підрозділів військ НКВС, які разом із гарнізоном Червоної Армії дислокувалися у фортеці. Вважається, що напис зроблено військовослужбовцем цього батальйону Федором Рябовим.
Пізніше частина стіни з написом була перевезена з Берестя до Москви, увійшовши до складу експозиції Центрального музею Збройних Сил. Копію напису було виконано в меморіальному комплексі «Берестейська фортеця-герой». У музеї фортеці розташована скульптура у бронзі «Вмираю, але не здаюся», подарована мінськими робітниками до дня відкриття меморіалу в 1969 році.

## У кіно
- У фільмі 2010 року «Брестська фортеця» напис на стіні залишає один із солдатів.